# Thalassodes gigas
Thalassodes gigas là một loài bướm đêm trong họ Geometridae.